# ヒルボーン・ルーズベルト

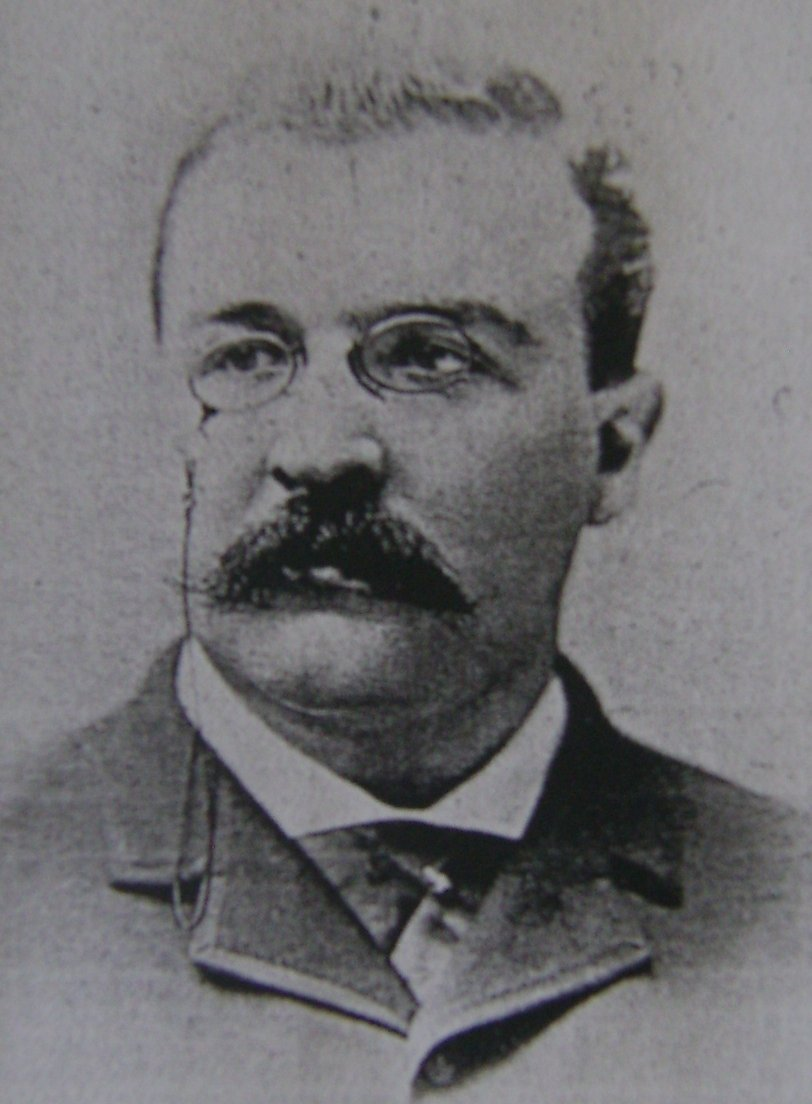
ヒルボーン・ルーズベルト

ヒルボーン・ルイス・ルーズベルト（Hilborne Lewis Roosevelt、1849年12月21日 - 1886年12月30日）は、オルガン製作者。ルーズベルト家の一員。
アメリカ合衆国フロリダ州パナマシティで生まれた。父はサイラス・ウィアー・ルーズベルト、祖父はコーネリアス・ルーズベルト。アメリカ合衆国大統領セオドア・ルーズベルトは従弟。
伝統的なルーズベルト家の職業、ビジネスや政治のいずれにも関わらなかった。代わりに音楽や機械に傾斜し、幼少時からオルガン製作者を目指した。親族は機械に関わる職業に眉をひそめたが、収入を得はじめると家族は安心した。若いうちにオルガン工場に入り、芸術的な観点から欧州で貿易を学んだ。
特にエレクトリック・アクション・オルガンに興味を示し、オルガンのための新たなエレクトリック・アクションの応用研究をした。20歳でパイプオルガンのエレクトリック・アクションに関する特許をアメリカで初めて取得し、フィラデルフィア万国博覧会のために、アメリカ初のエレクトリック・アクション・オルガンを製作した。主に技術面に関心を向けていたが、同時に商才も相まって、ニューヨーク、フィラデルフィア、ボルチモアに工場を設立した。兄弟フランクとルーズベルト・パイプオルガン社を設立し、アメリカ最大のオルガンの一部を製作した。
自動スイッチ・フックなど電話機に関する発明で多くのロイヤルティーを受け取っていたことで電気技師の間で知られ、ベル電話会社も関心を示していた。
1883年2月1日にケイト・シッペンと結婚し、娘ドロシー・クインシー・ルーズベルト（1884年生）がいた。